# 彭雅思
彭雅思（英語：Alice Patten，1980年8月28日—），英國演員，曾居於英屬香港。現於印度寶萊塢發展，曾参演电影《芭萨提的颜色》。
彭雅思為末任香港總督彭定康幼女，1992年聯同其父彭定康，母彭林穎彤及次姐彭麗思乘坐國泰航空由新加坡直飛香港啟德機場，就讀於港島英童學校（今英基學校協會港島中學）。1997年7月1日香港主權移交儀式後隨父母、大姊潔思和次姊麗思離開香港。其後就讀於劍橋大學王后學院。
2005年開始於英國演出話劇，並到印度發展電影事業。2009年演出英國廣播公司《魔法穆林》（Merlin）。